# Lista de pay-per-views semanais da Total Nonstop Action Wrestling

Logotipo usado pela NWA-TNA.

Esta é uma lista dos pay-per-views semanais realizados pela Total Nonstop Action Wrestling (TNA). A promoção foi fundada em 10 de maio de 2002. Mais tarde naquele mesmo ano, a National Wrestling Alliance (NWA) concedeu a TNA o controle sobre seus campeonatos mundiais dos pesos-pesados e de duplas, tornando-se assim numa subsidiária da NWA, tendo posteriormente seu nome alterado para NWA-TNA. Inicialmente, os shows da TNA funcionariam como pay-per-views semanais e seriam a principal fonte de receita da empresa, no lugar de pay-per-views mensais utilizados por outras promoções. Esses shows começaram em 19 de junho de 2002 e foram realizados principalmente no TNA Asylum (Tennessee State Fairgrounds Sports Arena) em Nashville, Tennessee. Depois de 27 meses e 110 eventos, os diretores da TNA sentiram que tinham uma base de fãs para começar a realizar um programa de televisão semanal e pay-per-views mensais com três horas de duração. O último desses 110 pay-per-views foi realizado em 8 de setembro de 2004. A lista a seguir apresenta todos esses eventos, organizados pela ordem de exibição e pelo ano em que foi transmitido.

## Pay-per-views semanais
| Edição | Data                                         | Exibição                | Local                  | Cidade               |
| 2002 | 2002                                         | 2002                    | 2002                   | 2002                 |
| --- | -------------------------------------------- | ----------------------- | ---------------------- | -------------------- |
| NWA/TNA PPV 1 | 19 de junho de 2002                          |                         | Von Braun Civic Center | Huntsville, Alabama  |
| NWA/TNA PPV 2 | 19 de junho de 2002                          | 26 de junho de 2002     | Von Braun Civic Center | Huntsville, Alabama  |
| NWA/TNA PPV 3 | 3 de julho de 2002                           |                         | City Auditorium        | Nashville, Tennessee |
| NWA/TNA PPV 4 | 10 de julho de 2002                          |                         | City Auditorium        | Nashville, Tennessee |
| NWA/TNA PPV 5 | 17 de julho de 2002                          |                         | Fairgrounds Coliseum   | Nashville, Tennessee |
| NWA/TNA PPV 6 | 24 de julho de 2002                          |                         | Fairgrounds Coliseum   | Nashville, Tennessee |
| NWA/TNA PPV 7 | 31 de julho de 2002                          |                         | Fairgrounds Coliseum   | Nashville, Tennessee |
| NWA/TNA PPV 8 | 7 de agosto de 2002                          |                         | Fairgrounds Coliseum   | Nashville, Tennessee |
| NWA/TNA PPV 9 | 14 de agosto de 2002                         |                         | Fairgrounds Coliseum   | Nashville, Tennessee |
| NWA/TNA PPV 10 | 21 de agosto de 2002                         |                         | Fairgrounds Coliseum   | Nashville, Tennessee |
| NWA/TNA PPV 11 | 21 de agosto de 2002                         | 28 de agosto de 2002    | Fairgrounds Coliseum   | Nashville, Tennessee |
| O evento que ocorreria em 11 de setembro de 2002 não foi realizado, a data marcava um ano dos ataques terroristas aos Estados Unidos. |                                              |                         |                        |                      |
| NWA/TNA PPV 12 | 18 de setembro de 2002                       |                         | Fairgrounds Coliseum   | Nashville, Tennessee |
| NWA/TNA PPV 13 | 25 de setembro de 2002                       |                         | Fairgrounds Coliseum   | Nashville, Tennessee |
| NWA/TNA PPV 14 | 2 de outubro de 2002                         |                         | Fairgrounds Coliseum   | Nashville, Tennessee |
| NWA/TNA PPV 15 | 9 de outubro de 2002                         |                         | Fairgrounds Coliseum   | Nashville, Tennessee |
| NWA/TNA PPV 16 | 16 de outubro de 2002                        |                         | Fairgrounds Coliseum   | Nashville, Tennessee |
| NWA/TNA PPV 17 | 23 de outubro de 2002                        |                         | Fairgrounds Coliseum   | Nashville, Tennessee |
| NWA/TNA PPV 18 | 30 de outubro de 2002                        |                         | Fairgrounds Coliseum   | Nashville, Tennessee |
| NWA/TNA PPV 19 | 6 de novembro de 2002                        |                         | Fairgrounds Coliseum   | Nashville, Tennessee |
| NWA/TNA PPV 20 | 13 de novembro de 2002                       |                         | Fairgrounds Coliseum   | Nashville, Tennessee |
| NWA/TNA PPV 21 | 20 de novembro de 2002                       |                         | Fairgrounds Coliseum   | Nashville, Tennessee |
| NWA/TNA PPV 22 | 27 de novembro de 2002                       |                         | Fairgrounds Coliseum   | Nashville, Tennessee |
| NWA/TNA PPV 23 | 4 de dezembro de 2002                        |                         | Fairgrounds Coliseum   | Nashville, Tennessee |
| NWA/TNA PPV 24 | 11 de dezembro de 2002                       |                         | Fairgrounds Coliseum   | Nashville, Tennessee |
| NWA/TNA PPV 25 | 18 de dezembro de 2002                       |                         | Fairgrounds Coliseum   | Nashville, Tennessee |
| No dia 25 de dezembro não ocorreu nenhum evento.                                                                                      |                                              |                         |                        |                      |
| 2003 |                                              |                         |                        |                      |
| NWA/TNA PPV 26 | 8 de janeiro de 2003                         |                         | Fairgrounds Coliseum   | Nashville, Tennessee |
| NWA/TNA PPV 27 | 15 de janeiro de 2003                        |                         | Fairgrounds Coliseum   | Nashville, Tennessee |
| NWA/TNA PPV 28 | 22 de janeiro de 2003                        |                         | Fairgrounds Coliseum   | Nashville, Tennessee |
| NWA/TNA PPV 29 | 29 de janeiro de 2003                        |                         | Fairgrounds Coliseum   | Nashville, Tennessee |
| NWA/TNA PPV 30 | 5 de fevereiro de 2003                       |                         | Fairgrounds Coliseum   | Nashville, Tennessee |
| NWA/TNA PPV 31 | 12 de fevereiro de 2003                      |                         | Fairgrounds Coliseum   | Nashville, Tennessee |
| NWA/TNA PPV 32 | 19 de fevereiro de 2003                      |                         | Fairgrounds Coliseum   | Nashville, Tennessee |
| NWA/TNA PPV 33 | 26 de fevereiro de 2003                      |                         | Fairgrounds Coliseum   | Nashville, Tennessee |
| NWA/TNA PPV 34 | 5 de março de 2003                           |                         | Fairgrounds Coliseum   | Nashville, Tennessee |
| NWA/TNA PPV 35 | 12 de março de 2003                          |                         | Fairgrounds Coliseum   | Nashville, Tennessee |
| NWA/TNA PPV 36 | 19 de março de 2003                          |                         | Fairgrounds Coliseum   | Nashville, Tennessee |
| NWA/TNA PPV 37 | 26 de março de 2003                          |                         | Fairgrounds Coliseum   | Nashville, Tennessee |
| NWA/TNA PPV 38 | 2 de abril de 2003                           |                         | Fairgrounds Coliseum   | Nashville, Tennessee |
| NWA/TNA PPV 39 | 9 de abril de 2003                           |                         | Fairgrounds Coliseum   | Nashville, Tennessee |
| NWA/TNA PPV 40 | 16 de abril de 2003                          |                         | Fairgrounds Coliseum   | Nashville, Tennessee |
| NWA/TNA PPV 41 | 23 de abril de 2003                          |                         | Fairgrounds Coliseum   | Nashville, Tennessee |
| NWA/TNA PPV 42 | 30 de abril de 2003                          |                         | Fairgrounds Coliseum   | Nashville, Tennessee |
| NWA/TNA PPV 43 | 7 de maio de 2003                            |                         | Fairgrounds Coliseum   | Nashville, Tennessee |
| NWA/TNA PPV 44 | 14 de maio de 2003                           |                         | Fairgrounds Coliseum   | Nashville, Tennessee |
| NWA/TNA PPV 45 | 21 de maio de 2003                           |                         | Fairgrounds Coliseum   | Nashville, Tennessee |
| NWA/TNA PPV 46 | 28 de maio de 2003                           |                         | Fairgrounds Coliseum   | Nashville, Tennessee |
| NWA/TNA PPV 47 | 4 de junho de 2003                           |                         | Fairgrounds Coliseum   | Nashville, Tennessee |
| NWA/TNA PPV 48 | 11 de junho de 2003                          |                         | Fairgrounds Coliseum   | Nashville, Tennessee |
| NWA/TNA PPV 49 | 18 de junho de 2003                          |                         | Fairgrounds Coliseum   | Nashville, Tennessee |
| NWA/TNA PPV 50 | 25 de junho de 2003                          |                         | Fairgrounds Coliseum   | Nashville, Tennessee |
| NWA/TNA PPV 51 | 2 de julho de 2003                           |                         | Fairgrounds Coliseum   | Nashville, Tennessee |
| NWA/TNA PPV 52 | 9 de julho de 2003                           |                         | Fairgrounds Coliseum   | Nashville, Tennessee |
| NWA/TNA PPV 53 | 16 de julho de 2003                          |                         | Fairgrounds Coliseum   | Nashville, Tennessee |
| NWA/TNA PPV 54 | 23 de julho de 2003                          |                         | Fairgrounds Coliseum   | Nashville, Tennessee |
| NWA/TNA PPV 55 | 30 de julho de 2003                          |                         | Fairgrounds Coliseum   | Nashville, Tennessee |
| NWA/TNA PPV 56 | 6 de agosto de 2003                          |                         | Fairgrounds Coliseum   | Nashville, Tennessee |
| NWA/TNA PPV 57 | 13 de agosto de 2003                         |                         | Fairgrounds Coliseum   | Nashville, Tennessee |
| NWA/TNA PPV 58 | 20 de agosto de 2003                         |                         | Fairgrounds Coliseum   | Nashville, Tennessee |
| NWA/TNA PPV 59 | 27 de agosto de 2003                         |                         | Fairgrounds Coliseum   | Nashville, Tennessee |
| NWA/TNA PPV 60 | 20 e 27 de agosto de 2003                    | 3 de setembro de 2003   | Fairgrounds Coliseum   | Nashville, Tennessee |
| Em 10 de setembro não ocorreu evento.                                                                                                 |                                              |                         |                        |                      |
| NWA/TNA PPV 61 | 17 de setembro de 2003                       |                         | Fairgrounds Coliseum   | Nashville, Tennessee |
| NWA/TNA PPV 62 | 24 de setembro de 2003                       |                         | Fairgrounds Coliseum   | Nashville, Tennessee |
| NWA/TNA PPV 63 | 1 de outubro de 2003                         |                         | Fairgrounds Coliseum   | Nashville, Tennessee |
| NWA/TNA PPV 64 | 8 de outubro de 2003                         |                         | Fairgrounds Coliseum   | Nashville, Tennessee |
| NWA/TNA PPV 65 | 15 de outubro de 2003                        |                         | Fairgrounds Coliseum   | Nashville, Tennessee |
| NWA/TNA PPV 66 | 22 de outubro de 2003                        |                         | Fairgrounds Coliseum   | Nashville, Tennessee |
| NWA/TNA PPV 67 | 29 de outubro de 2003                        |                         | Fairgrounds Coliseum   | Nashville, Tennessee |
| NWA/TNA PPV 68 | 5 de novembro de 2003                        |                         | Fairgrounds Coliseum   | Nashville, Tennessee |
| NWA/TNA PPV 69 | 12 de novembro de 2003                       |                         | Fairgrounds Coliseum   | Nashville, Tennessee |
| NWA/TNA PPV 70 | 19 de novembro de 2003                       |                         | Fairgrounds Coliseum   | Nashville, Tennessee |
| NWA/TNA PPV 71 | 26 de novembro de 2003                       |                         | Fairgrounds Coliseum   | Nashville, Tennessee |
| NWA/TNA PPV 72 | 3 de dezembro de 2003                        |                         | Fairgrounds Coliseum   | Nashville, Tennessee |
| NWA/TNA PPV 73 | 10 de dezembro de 2003                       |                         | Fairgrounds Coliseum   | Nashville, Tennessee |
| NWA/TNA PPV 74 | 17 de dezembro de 2003                       |                         | Fairgrounds Coliseum   | Nashville, Tennessee |
| No dia 24 de dezembro foi ao ar um evento chamado "Best of the X Division 2003", já no dia 31 foi o "TNA 2003 Year in Review".        |                                              |                         |                        |                      |
| 2004 |                                              |                         |                        |                      |
| NWA/TNA PPV 75 | 7 de janeiro de 2004                         |                         | Fairgrounds Coliseum   | Nashville, Tennessee |
| NWA/TNA PPV 76 | 14 de janeiro de 2004                        |                         | Fairgrounds Coliseum   | Nashville, Tennessee |
| NWA/TNA PPV 77 | 21 de janeiro de 2004                        |                         | Fairgrounds Coliseum   | Nashville, Tennessee |
| NWA/TNA PPV 78 | 28 de janeiro de 2004                        |                         | Fairgrounds Coliseum   | Nashville, Tennessee |
| NWA/TNA PPV 79 | 4 de fevereiro de 2004                       |                         | Fairgrounds Coliseum   | Nashville, Tennessee |
| NWA/TNA PPV 80 | 28 de janeiro de 2004 4 de fevereiro de 2004 | 11 de fevereiro de 2004 | Fairgrounds Coliseum   | Nashville, Tennessee |
| NWA/TNA PPV 81 | 18 de fevereiro de 2004                      |                         | Fairgrounds Coliseum   | Nashville, Tennessee |
| NWA/TNA PPV 82 | 25 de fevereiro de 2004                      |                         | Fairgrounds Coliseum   | Nashville, Tennessee |
| NWA/TNA PPV 83 | 3 de março de 2004                           |                         | Fairgrounds Coliseum   | Nashville, Tennessee |
| NWA/TNA PPV 84 | 25 de fevereiro de 2004 3 de março de 2004   | 10 de março de 2004     | Fairgrounds Coliseum   | Nashville, Tennessee |
| NWA/TNA PPV 85 | 17 de março de 2004                          |                         | Fairgrounds Coliseum   | Nashville, Tennessee |
| NWA/TNA PPV 86 | 24 de março de 2004                          |                         | Fairgrounds Coliseum   | Nashville, Tennessee |
| NWA/TNA PPV 87 | 31 de março de 2004                          |                         | Fairgrounds Coliseum   | Nashville, Tennessee |
| NWA/TNA PPV 88 | 24 e 31 de março de 2004                     | 7 de abril de 2004      | Fairgrounds Coliseum   | Nashville, Tennessee |
| NWA/TNA PPV 89 | 14 de abril de 2004                          |                         | Fairgrounds Coliseum   | Nashville, Tennessee |
| NWA/TNA PPV 90 | 21 de abril de 2004                          |                         | Fairgrounds Coliseum   | Nashville, Tennessee |
| NWA/TNA PPV 91 | 28 de abril de 2004                          |                         | Fairgrounds Coliseum   | Nashville, Tennessee |
| NWA/TNA PPV 92 | 5 de maio de 2004                            |                         | Fairgrounds Coliseum   | Nashville, Tennessee |
| NWA/TNA PPV 93 | 12 de maio de 2004                           |                         | Fairgrounds Coliseum   | Nashville, Tennessee |
| NWA/TNA PPV 94 | 19 de maio de 2004                           |                         | Fairgrounds Coliseum   | Nashville, Tennessee |
| NWA/TNA PPV 95 | 12 e 19 de maio de 2004                      | 26 de maio de 2004      | Fairgrounds Coliseum   | Nashville, Tennessee |
| NWA/TNA PPV 96 | 2 de junho de 2004                           |                         | Fairgrounds Coliseum   | Nashville, Tennessee |
| NWA/TNA PPV 97 | 9 de junho de 2004                           |                         | Fairgrounds Coliseum   | Nashville, Tennessee |
| NWA/TNA PPV 98 | 16 de junho de 2004                          |                         | Fairgrounds Coliseum   | Nashville, Tennessee |
| NWA/TNA PPV 99 | 23 de junho de 2004                          |                         | Fairgrounds Coliseum   | Nashville, Tennessee |
| NWA/TNA PPV 100 | 30 de junho de 2004                          |                         | Fairgrounds Coliseum   | Nashville, Tennessee |
| NWA/TNA PPV 101 | 7 de julho de 2004                           |                         | Fairgrounds Coliseum   | Nashville, Tennessee |
| NWA/TNA PPV 102 | 14 de julho de 2004                          |                         | Fairgrounds Coliseum   | Nashville, Tennessee |
| NWA/TNA PPV 103 | 21 de julho de 2004                          |                         | Fairgrounds Coliseum   | Nashville, Tennessee |
| NWA/TNA PPV 104 | 28 de julho de 2004                          |                         | Fairgrounds Coliseum   | Nashville, Tennessee |
| NWA/TNA PPV 105 | 4 de agosto de 2004                          |                         | Fairgrounds Coliseum   | Nashville, Tennessee |
| NWA/TNA PPV 106 | 11 de agosto de 2004                         |                         | Fairgrounds Coliseum   | Nashville, Tennessee |
| NWA/TNA PPV 107 | 18 de agosto de 2004                         |                         | Fairgrounds Coliseum   | Nashville, Tennessee |
| NWA/TNA PPV 108 | 25 de agosto de 2004                         |                         | Fairgrounds Coliseum   | Nashville, Tennessee |
| NWA/TNA PPV 109 | 1 de setembro de 2004                        |                         | Fairgrounds Coliseum   | Nashville, Tennessee |
| NWA/TNA PPV 110 | 8 de setembro de 2004                        |                         | Fairgrounds Coliseum   | Nashville, Tennessee |